# Leonid Zajko
Leonid Nikołajewicz Zajko (ros. Леонид Николаевич Зайко, ur. 15 lutego 1948 w Sowieckiej Gawani) – rosyjski siatkarz i trener siatkarski, reprezentant Związku Radzieckiego, medalista igrzysk olimpijskich, mistrzostw świata i mistrzostw Europy.

## Życiorys
Zajko zadebiutował w Związku Radzieckiego w 1970. Zdobył złoty medal na mistrzostwach Europy 1971 we Włoszech. Wystąpił na igrzyskach olimpijskich 1972 w Monachium. Zagrał wówczas w sześciu z siedmiu turniejowych meczów, w tym w wygranym pojedynku o brąz z reprezentacją Bułgarii. W 1974 zdobył tytuł wicemistrza świata podczas mundialu w Meksyku i zagrał ostatni mecz w reprezentacji.
Zajko był zawodnikiem klubu CSKA Moskwa od 1970 do 1976. Jest sześciokrotnym mistrzem ZSRR z lat 1971–1976 i trzykrotnym zwycięzcą pucharu Europy mistrzów klubowych z lat 1973–1975. Karierę sportową zakończył w 1976.
W 1977 rozpoczął karierę trenerską. Do 1986 był trenerem męskiej drużyny siatkówki CSKA Moskwa, z którą ośmiokrotnie zdobywał mistrzostwo ZSRR. W 1986 poprowadził do tryumfu kobiecą reprezentację Moskwy podczas spartakiady narodów ZSRR. W latach 1986–2005 był trenerem żeńskiej sekcji CSKA Moskwa, z którą zwyciężył w Pucharze Europy Zdobywczyń Pucharów 1998, pucharze Rosji w 1998 i 2001. Z CSKA w Superlidze Rosji czterokrotnie zdobywał wicemistrzostwo w latach 1994–1997 i zajmował 3. miejsce w 1992, 1993, 1998 i 2000. W latach 2005–2008 trenował żeńską sekcję Dinama Moskwa, z którą w lidze tryumfował w 2006 i 2007 i zajmował drugie miejsce w 2005 i 2008. Następnie do 2009 był trenerem męskiej sekcji Dinama Moskwa. Od 2009 jest doradcą dyrektora generalnego żeńskiej sekcji siatkówki Dinama.
Za osiągnięcia sportowe został wyróżniony tytułem Zasłużony Mistrz Sportu Rosji w 1995 i odznaczony Orderem „Za zasługi dla Ojczyzny” II klasy w 2009.